# Animage
Animage (яп. アニメージュ, Аніме:дзю) — японський розважальний аніме-журнал, який видавництво Tokuma Shoten почало видавати у липні 1978 року. Всесвітньо відома манґа Міядзакі Хаяо Навсікая з Долини Вітрів частинами публікувалась у Animage з 1982 до 1994 року. Також у Animage було опубліковано «Umi ga Kikoeru» (1990—1995) — роман Саеко Хімуро, який пізніше був перетворений у анімаційний телефільм з тією ж назвою.

## Історія
Animage, заснований у 1978 році, був перший журналом, присвяченим анімації та коміксам і спрямованим на широку публіку, а не на професіоналів. У 2007 році у журналу з'явилось власне інтернет-видання.

## Хронологія
- Липень 1978: Перший випуск
- Січень 1980: Перше щорічна Аніме Гран-прі
- Липень 1982: 50-ий випуск
- Червень 1983: 5-річчя
- Вересень 1986: 100-ий випуск
- Червень 1988: 10 річниця
- Листопад 1990: 150-ий випуск
- Червень 1993: 15-річчя
- Січень 1995: 200-ий випуск
- Червень 1998: 20-річчя, змінився до формату A4 для журналу, змінив назву англійською «Animage» замість «アニメージュ»
- Березень 1999: 250-ий випуск
- Червень 2002: Починаючи з липневого, змінив назву назад на アニメージュ (катаканою)
- Травень 2003: 300-ий випуск
- Червень 2003: 25-річчя
- Червень 2008 30-річчя
- Червень 2013: 35-та річниця

## Anime Grand Prix
Читачі своїми голосами щорічно визначають переможця Гран-прі Аніме. Воно почалось у 1979 році, а перший приз було вручено у 1980. Переможець зазвичай оголошується у червневому номері.